# Prichard (inslagkrater)
Prichard is een inslagkrater op de planeet Venus. Prichard werd in 1985 genoemd naar de Australische schrijfster Katharine Susannah Prichard (1884-1969).
De krater heeft een diameter van 23,3 kilometer en bevindt zich tussen Egeria Farrum en Sulis Corona in het quadrangle Bereghinya Planitia (V-8).